# Río Alhama (vattendrag i Spanien, lat 42,18, long -1,72)
Río Alhama är ett vattendrag i Spanien. Det ligger i den nordöstra delen av landet, 260 km nordost om huvudstaden Madrid.